# Astragalus umbellatus
Astragalus umbellatus är en ärtväxtart som beskrevs av Aleksandr Andrejevitj Bunge. Astragalus umbellatus ingår i släktet vedlar, och familjen ärtväxter. Inga underarter finns listade i Catalogue of Life.